# Нюгрен, Андерс
Андерс Теодор Самуэль Нюгрен (швед. Anders Nygren; 15 ноября 1890, Гётеборг — 20 октября 1978, Лунд) — шведский лютеранский богослов, один из видных деятелей экуменизма, основатель и ведущий представитель т. н. Лундской богословской школы, провозгласившей любовь главной темой теологии.

## Биография
Родился в семье школьного чиновника. До 1912 года изучал богословие и философию в Лундском университет. В 1912 году был рукоположен и служил пастором в Гётеборге. В 1921 году защитил докторскую диссертацию и стал преподавателем философии религии в Лундском университетте (с 1924 года – профессор систематического богословия). 
Поддерживал Исповедническую церковь Германии в её борьбе против национал-социализма. С 1949 года – епископ Лундский (с 1958 г. – на пенсии). Один из создателей и первый президент Всемирной лютеранской федерации (1947–1952).
Богословские и филоские взгляды Нюгрена основывались на идеях И. Канта и Ф. Шлейермахера. 
Автор ряда книг, посвящённых научным обомнованиям систематического богословия, а также христианской и филосской этике. Наиболее известная его книга – «Эрос и агапе: христианская идея любви и её трансформации» (1930–1937). В ней Нюгрен обосновывал метод контекстуального исследования (мотивационный анализ), согласно которому центральные христианские представления (например, идею любви) следует рассматривать в контексте соответствующих идей античной философии и других религий, с точки зрения тех мотивов, которые способствовали их формированию. В конце жизни под влиянием Л. Витгенштейна 
 обратился к аналитической философии; результаты его исследований в этой области представлены в книге «Значение и метод: пролегомены к научной философии религии и научной теологии» (1972).